# Wereldbeker schaatsen 2016/2017 - Wereldbeker 1
De wereldbeker schaatsen 2016/2017 wereldbeker 1 was de eerste wedstrijd van het wereldbekerseizoen die van 11 tot en met 13 november 2016 plaatsvond op de Heilongjiang Indoor Rink in Harbin, Volksrepubliek China.

## Tijdschema
| Datum                | Tijd (China) | Tijd (MET) | Onderdeel                                                                                             |
| -------------------- | ------------ | ---------- | --- |
| Vrijdag 11 november  | 16:00        | 09:00      | 1e 500 m vrouwen 5000 m mannen 3000 m vrouwen                                                         |
| Zaterdag 12 november | 16:15        | 09:15      | 1e 500 m mannen 1000 m vrouwen 1000 m mannen ploegenachtervolging vrouwen ploegenachtervolging mannen |
| Zondag 13 november   | 16:30        | 09:30      | 2e 500 m vrouwen 2e 500 m mannen 1500 m vrouwen 1500 m mannen massastart vrouwen massastart mannen    |

## Podia

### Mannen
| Wedstrijd            | Goud                                               | Tijd       | Zilver                                                                | Tijd    | Brons                                                 | Tijd    |
| 1e 500 m             | Roman Kretsj Kazachstan                            | 35,07      | Pavel Koelizjnikov Rusland                                            | 35,10   | Kai Verbij Nederland                                  | 35,19   |
| 2e 500 m             | Pavel Koelizjnikov Rusland                         | 34,98      | Gao Tingyu China                                                      | 34,99   | Kim Tae-yun Zuid-Korea                                | 35,08   |
| 1000 m               | Kjeld Nuis Nederland                               | 1.09,57    | Mika Poutala Finland                                                  | 1.09,83 | Pavel Koelizjnikov Rusland                            | 1.09,96 |
| 1500 m               | Sven Kramer Nederland                              | 1.46,79 BR | Denis Joeskov Rusland                                                 | 1.47,46 | Bart Swings België                                    | 1.47,54 |
| 5000 m               | Sven Kramer Nederland                              | 6.21,60 BR | Jorrit Bergsma Nederland                                              | 6.22,38 | Erik Jan Kooiman Nederland                            | 6.26,43 |
| Massastart           | Lee Seung-hoon Zuid-Korea                          | 7.15,22    | Alexis Contin Frankrijk                                               | 7.15,28 | Fabio Francolini Italië                               | 7.15,40 |
| Ploegenachtervolging | Nederland Sven Kramer Patrick Roest Douwe de Vries | 3.45,33 BR | Noorwegen Sindre Henriksen Simen Spieler Nilsen Sverre Lunde Pedersen | 3.48,50 | Zuid-Korea Joo Hyung-joon Kim Min-seok Lee Seung-hoon | 3.48,72 |

### Vrouwen
| Wedstrijd            | Goud                                                    | Tijd       | Zilver                                                 | Tijd    | Brons                                             | Tijd    |
| 1e 500 m             | Nao Kodaira Japan                                       | 38,00      | Maki Tsuji Japan                                       | 38,17   | Yu Jing China                                     | 38,18   |
| 2e 500 m             | Nao Kodaira Japan                                       | 38,04      | Lee Sang-hwa Zuid-Korea                                | 38,11   | Maki Tsuji Japan                                  | 38,30   |
| 1000 m               | Heather Bergsma Verenigde Staten                        | 1.15,94 BR | Marrit Leenstra Nederland                              | 1.16,55 | Nao Kodaira Japan                                 | 1.16,99 |
| 1500 m               | Heather Bergsma Verenigde Staten                        | 1.57,00 BR | Marrit Leenstra Nederland                              | 1.57,64 | Ireen Wüst Nederland                              | 1.58,18 |
| 3000 m               | Martina Sáblíková Tsjechië                              | 4.08,26 BR | Marije Joling Nederland                                | 4.09,40 | Ivanie Blondin Canada                             | 4.09,78 |
| Massastart           | Ivanie Blondin Canada                                   | 8.29,56    | Francesca Lollobrigida Italië                          | 8.29,71 | Kim Bo-reum Zuid-Korea                            | 8.30,06 |
| Ploegenachtervolging | Nederland Antoinette de Jong Marrit Leenstra Ireen Wüst | 3.04,01 BR | Rusland Olga Graf Jelizaveta Kazelina Natalja Voronina | 3.06,84 | Zuid-Korea Kim Bo-reum Noh Seon-yeong Park Ji-woo | 3.07,91 |